# Saint-Pierre, Bas-Rhin
Saint-Pierre är en kommun i departementet Bas-Rhin i regionen Grand Est (tidigare regionen Alsace) i nordöstra Frankrike. Kommunen ligger i kantonen Barr som tillhör arrondissementet Sélestat-Erstein. År 2022 hade Saint-Pierre 612 invånare.

## Befolkningsutveckling
Antalet invånare i kommunen Saint-Pierre
| Referens: INSEE |